# 임장 초상
임장 초상(任章 肖像)은 서울특별시 서대문구, 연세대학교박물관에 있는 조선시대의 초상화이다. 2006년 12월 29일 대한민국의 보물 제1503호로 지정되었다.

## 개요
임장(1568-1619)은 조선중기의 문신으로 본관은 풍천(豊川), 자는 자룡(子龍)이다. 《임장초상》은 17세기 전반의 전형적인 공신도상의 모습을 보여주는데, 단령을 입고 공수한 뒤 의자에 앉아 좌안7분면을 취하고 있으며 바닥에는 화려한 채전(彩氈)을 깔고 두 발은 돗자리를 깐 목제 의답(椅踏) 위에 팔자형으로 벌리고 있다. 이 초상화는 왼쪽 눈꼬리를 위로 치켜 올려 두 눈의 형상을 차이나게 묘사한 점, 숱은 적지만 때로는 짧게 때로는 약간 길게 올의 방향을 달리하여 수염의 성질을 잘 살린 표현법 등에서 화가가 인물을 앞에 두고 실사한 느낌이 강하다. 흑단령에는 백한흉배(白胸背)가 부착되어 있고 허리에 삽은대를 하고 있다. 단령의 외곽선은 검고 굵은 선으로 묘사되어 있으며 의습처리 역시 검은 선으로 선염이 전혀없이 선묘로만 대표적인 주름선을 지시했다.
인조실록(인조원년 9월 2일) 및 《성시헌익사 공신교서》(成時憲翼社功臣敎書)의 내용을 통해 임장이 익사공신 3등에 녹훈되었음을 알 수 있는데, 상기의 화풍과 도상을 고려할 때 익사공신 책록시 받은 공신상으로 추정된다. 익사공신상은 이번 지정조사를 통해 처음 알려진 것이어서 더욱 주목된다 하겠다.

## 같이 보기
- 임장

## 참고 자료
- 임장 초상 - 국가유산청 국가유산포털